# Acanthodactylus
Genre
Acanthodactylus est un genre de sauriens de la famille des Lacertidae. Ils sont appelés Acanthodactyles en français.

## Répartition
Les espèces de ce genre se rencontrent dans le nord de l'Afrique, au Moyen-Orient et en Asie du Sud.

## Liste des espèces
Selon The Reptile Database (31 juillet 2021) :
- Acanthodactylus aegyptius Baha El Din, 2007
- Acanthodactylus ahmaddisii Werner, 2004
- Acanthodactylus arabicus Boulenger, 1918
- Acanthodactylus aureus Günther, 1903 - Acanthodactyle doré
- Acanthodactylus bedriagai Lataste, 1881
- Acanthodactylus beershebensis Moravec, El Din, Seligmann, Sivan & Werner, 1999
- Acanthodactylus blanci Doumergue, 1901
- Acanthodactylus blanfordii Boulenger, 1918
- Acanthodactylus boskianus (Daudin, 1802) - Acanthodactyle de Bosc
- Acanthodactylus boueti Chabanaud, 1917
- Acanthodactylus busacki Salvador, 1982 - Acanthodactyle de Busack
- Acanthodactylus cantoris Günther, 1864
- Acanthodactylus dumerilii (Milne-Edwards, 1829) - Acanthodactyle de Duméril
- Acanthodactylus erythrurus (Schinz, 1833) - Acanthodactyle commun
- Acanthodactylus felicis Arnold, 1980
- Acanthodactylus gongrorhynchatus Leviton & Anderson, 1967
- Acanthodactylus grandis Boulenger, 1909
- Acanthodactylus guineensis (Boulenger, 1887)
- Acanthodactylus haasi Leviton & Anderson, 1967
- Acanthodactylus hardyi Haas, 1957
- Acanthodactylus harranensis Baran, Kumlutas, Lanza, Sindaco, Avci & Crucitti, 2005
- Acanthodactylus ilgazi Kurnaz & Şahin, 2021[4]
- Acanthodactylus khamirensis Heidari, Rastegar-Pouyani, Rastegar-Pouyani & Rajabizadeh, 2013
- Acanthodactylus lacrymae Miralles, Geniez, Beddek, Mendez-Aranda, Brito, Leblois & Crochet, 2020
- Acanthodactylus longipes Boulenger, 1918 - Acanthodactyle à longs pieds
- Acanthodactylus maculatus (Gray, 1838) - Acanthodactyle tacheté
- Acanthodactylus margaritae Tamar, Geniez, Brito & Crochey, 2017[5]
- Acanthodactylus masirae Arnold, 1980
- Acanthodactylus micropholis Blanford, 1874
- Acanthodactylus montanus Miralles, Geniez, Beddek, Mendez-Aranda, Brito, Leblois & Crochet, 2020
- Acanthodactylus nilsoni Rastegar-Pouyani, 1998
- Acanthodactylus opheodurus Arnold, 1980
- Acanthodactylus orientalis Angel, 1936
- Acanthodactylus pardalis (Lichtenstein, 1823)
- Acanthodactylus robustus Werner, 1929
- Acanthodactylus savignyi (Audouin, 1827) - Acanthodactyle de Savigny
- Acanthodactylus schmidti Haas, 1957
- Acanthodactylus schreiberi Boulenger, 1878
- Acanthodactylus scutellatus (Audouin, 1827) - Acanthodactyle pommelé
- Acanthodactylus senegalensis Chabanaud, 1918
- Acanthodactylus spinicauda Doumergue, 1901
- Acanthodactylus taghitensis Geniez & Foucart, 1995
- Acanthodactylus tilburyi Arnold, 1986
- Acanthodactylus tristrami (Günther, 1864)
- Acanthodactylus yemenicus Salvador, 1982
- Acanthodactylus zagrosicus Mozaffari et al., 2021[6]

## Étymologie
Le nom de ce genre, Acanthodactylus, vient du grec ακανθα, « épine », et de δακτυλος, « doigt », soit « à doigts épineux » car ils présentent des franges d'épines sur le côté des doigts.

## Publication originale
- Wiegmann, 1835 "1834" : Beiträge zur Zoologie gesammelt auf einer Reise um die Erde. Siebente Abhandlung. Amphibien. Nova Acta Physico-Medica, Academiae Caesarae Leopoldino-Carolinae, Halle, vol. 17, p. 185-268 (texte intégral).